# Police Story (film)
Police Story is een Hongkongse komische misdaadfilm uit 1985, onder regie van Jackie Chan. Hij speelt zelf ook de hoofdrol in de film. Andere rollen worden vertolkt door Brigitte Lin en Maggie Cheung.

## Verhaal
De politie van Hongkong staat op het punt om een grote undercoveractie uit te voeren genaamd "Operation Boar Hunt", in de hoop zo de misdaadbaas Chu Tao te kunnen arresteren. Inspecteur Chan Ka-Kui (in sommige versies ook Kevin Chan genoemd) maakt deel uit van deze operatie. Hij is samen met enkele andere agenten gestationeerd in een sloppenwijk.
De criminelen krijgen de agenten echter in de gaten, en een achtervolging met auto’s barst los. Chu Tao probeert te ontkomen met een dubbeldeksbus. Ka-Kui kan de bus tot stoppen brengen door de chauffeur met een pistool te bedreigen. Mede door deze actie wordt hij later door zijn bevelhebber berispt voor het uit de hand laten lopen van de operatie. De media ziet hem echter als een voorbeeld voor veel agenten.
De volgende opdracht van Ka-Kui is Chu Tao’s secretaresse, Selina Fong, beschermen. Dit omdat zij heeft ingestemd in de rechtszaal te zullen getuigen tegen haar baas. Selina wil eerst geen bescherming. Om haar ervan te overtuigen dat ze in gevaar is, laat Ka-Kui een collega-agent haar huis binnendringen vermomd als moordenaar. Selina accepteert Ka-Kui’s hulp. Dit blijkt een goede zet wanneer de twee worden aangevallen door een straatbende, maar Ka-Kui hen verslaat.
Ka-Kui neemt Seline mee naar zijn appartement, waar net zijn vriendin May en enkele van zijn vrienden een verrassingsfeestje voor hem hadden gepland. May denkt dat Seline Ka-Kui’s nieuwe vriendin is, en vertrekt kwaad. Pas na veel moeite kan hij haar overtuigen hoe de vork werkelijk in de steel zit.
Wanneer Seline ontdekt dat Ka-Kui de aanval op haar in haar appartement in scène had gezet, komt ze terug op haar beslissing en weigert nog langer politiebescherming. Ze verlaat die nacht ongemerkt het appartement. De volgende dag komt ze niet opdagen in de rechtszaal. Zonder haar getuigenis kan Chu Tao op borgtocht worden vrijgelaten. Hij maakt meteen plannen voor wraak op Ka-Kui. Samen met een corrupte agent, inspecteur Man, schuift hij Ka-Kui een moord in de schoenen. Ka-Kui moet nu Chu Tao zien te vangen om zijn naam te zuiveren.
Selina wordt ondertussen doelwit van een moordaanslag, maar kan ontkomen. Ze gaat naar Tao’s kantoor, en downloadt belastende informatie tegen hem van zijn computer. Tao stuurt al zijn mannen achter haar aan. De achtervolging eindigt in een winkelcentrum, waar Ka-Kui al Tao’s mannen verslaat. Daarna verslaat hij Chu Tao. Tao wordt gearresteerd, en Ka-Kui’s naam gezuiverd.

## Rolbezetting
| Acteur        | Personage                                                              |
| ------------- | ---------------------------------------------------------------------- |
| Jackie Chan   | Brigadier "Kevin" Chan Ka-Kui ("Jackie" on UK and Australian releases) |
| Brigitte Lin  | Selina Fong, Chu Tao's secretaresse                                    |
| Maggie Cheung | May, Ka-Kui's vriendin                                                 |
| Chor Yuen     | Chu Tao, gangsterbaas                                                  |
| Charlie Cho   | John Ko, gangster                                                      |
| Fung Hak-On   | Danny Chu                                                              |
| Kam Hing Ying | Inspecteur Man                                                         |
| Lam Kwok-Hung | Politiechef Raymond Li                                                 |
| Bill Tung     | "Oom" Bill Wong                                                        |
| Mars          | Kim                                                                    |
| Lau Chi-Wing  | Begeleider Cheung                                                      |
| Tai Po        | Lee / Snake Eyes                                                       |
| Ken Tong      | Tak / Tom                                                              |
| Wan Fat       | Jacknife / Mad Wing                                                    |
| Woo Fung      | Sha Tau Kok Stationcommandant                                          |
| Money Lo      | Televisie-interviewer                                                  |

## Achtergrond

### Alternatieve titels
- Jackie Chan's Police Story
- Police Force
- Jackie Chan's Police Force
- Titel in Chinese karakters: 警察故事
- Uitspraak in Kantonees: Ging chaat goo si
- Uitspraak in Mandarijn: Jing cha gu shi

### Actiescènes
De film bevat vooral grootschalige actiescènes, zoals de auto-achtervolging in het begin en het gevecht in het winkelcentrum. De laatste scène in de film, waarin Jackie Chan langs een paal die volhangt met lampen naar beneden glijdt en door een glazen dak heen springt, kreeg de bijnaam "Glass Story" van de crew. Dit vanwege de grote hoeveelheden suikerglas die nodig waren voor de scène. De hitte van de lampen leverde Jackie bij de opnames van de scène enkele tweedegraads brandwonden op.
Jackie deed niet al zijn stunts zelf. Zo werden veel van de stunts met een motorfiets gedaan door Blackie Ko.

### Vervolgen
De film kreeg vijf vervolgen en een spin-off:
- 1988: Police Story 2
- 1992: Police Story 3: Supercop
  - 1993: Supercop 2 (vervolg op Supercop)
- 1996: Police Story 4: First Strike
- 2004: New Police Story
- 2013: Police Story 2013 (Police Story: Back for Law)

## Prijzen en nominaties
In 1986 won “Police Story” twee Hong Kong Film Awards:
- Beste actiechoreografie
- Beste film

De film werd ook genomineerd in vijf andere categorieën:
- Beste acteur (Jackie Chan)
- Beste actrice (Brigitte Lin)
- Beste cinematografie (Yiu-Tsou Cheung)
- Beste regisseur (Jackie Chan)
- Beste filmmontage (Peter Cheung)